# Ivor Guest (2e vicomte Wimborne)
Ivor Grosvenor Guest, 2e vicomte Wimborne, (21 février 1903 - 7 janvier 1967) est un homme politique britannique.

## Biographie
Ivor Grosvenor Wimborne est né le 21 février 1903 et est le fils d'Ivor Guest (1er vicomte Wimborne) (1873–1939), et de son épouse Alice Katherine Sibell (décédée en 1948). Son grand-père maternel est Robert Grosvenor (2e baron Ebury) (1834–1918). Il fait ses études au Collège d'Eton et à Trinity College, Cambridge.
Après Cambridge, il sert dans le Royal Tank Corps (TA), obtenant le grade de lieutenant.
De 1935 à 1939, il est député de Brecon et Radnor. Au cours de la dernière année, il succède à son père dans la vicomté et entre à la Chambre des lords,.
Lord Wimborne épouse Mabel Edith, fille de Giles Fox-Strangways (6e comte d'Ilchester) (1874–1959), en 1938. William Walton compose "Fixe-moi comme un sceau sur ton cœur" pour le mariage.
Il meurt en janvier 1967, âgé de 63 ans, et est remplacé par son fils Ivor Fox-Strangways Guest (1939–1993).